# Håkan Bråkan
För andra betydelser, se Håkan Bråkan (olika betydelser).
Håkan Helmer Andersson är Sunes lillebror i Suneserien, som kallas Håkan Bråkan i Sune-böckerna när Sune tycker att han är jobbig (till exempel när han slår sönder Sunes gitarr). Med början 1998 är Håkan Bråkan huvudperson i en egen serie böcker, och 2003 blev figuren också huvudperson i TV-julkalendern med samma namn.
Håkan Bråkan medverkar också i filmerna Sunes sommar och Sune i Grekland, och har huvudrollen i filmen Håkan Bråkan & Josef.

## Böcker
| Titel                                 | Utgivningsår      |
| ------------------------------------- | ----------------- |
| Håkan Bråkan och potatismysteriet     | 1 september 1998  |
| Håkan Bråkan och Roboten Rex          | 1 september 1999  |
| Håkan Bråkan och den spökiga källaren | 1 december 2000   |
| Håkan Bråkan och det stora bråket     | 1 januari 2001    |
| Håkan Bråkan i skogen                 | 1 september 2002  |
| Håkan Bråkan och vinterdagen          | 1 september 2003  |
| Håkan Bråkans busbok                  | 1 januari 2004    |
| Håkan Bråkan och bebismysteriet       | 1 juli 2004       |
| Håkan Bråkan och tjockskallarna       | 1 juli 2005       |
| Håkan Bråkans skräckbok               | 1 februari 2006   |
| Håkan Bråkan och pappa börjar ettan   | 1 juli 2006       |
| Håkan Bråkans skrattbok               | 1 mars 2007       |
| Håkan Bråkan och morfar i himlen      | 1 juli 2007       |
| Håkan Bråkans julafton                | 31 augusti 2009   |
| Håkan Bråkans tokbok                  | 8 september 2009  |
| Håkan Bråkan och fiskarnas befrielse  | 11 september 2009 |
| Håkan Bråkan och sagodagen            | 13 september 2010 |
| Håkan Bråkan och den dumma            | 19 augusti 2011   |
| Håkan Bråkan och den stora fasan      | 2012              |
| Håkan Bråkans vildbok                 | 2012              |
| Håkan Bråkan och bolltrollaren        | 2013              |
| Håkan Bråkans fuskbok                 | 2013              |
| Håkan Bråkan och läskiga huset        | 2014              |
| Håkan Bråkans godbok                  | 2014              |
| Håkan Bråkans klåfingerbok            | 2015              |
| Håkan Bråkan och kramsjukan           | 2015              |
| Håkan Bråkan får inte vara med        | 2016              |
| Håkan Bråkans skojbok                 | 2016              |
| Håkan Bråkan Kaos på tivoli           | 2017              |

## Filmer
Håkan bråkan har huvudrollen i filmen Håkan Bråkan & Josef från 2004, där han spelas av Axel Skogberg. 
Håkan Bråkan är med i filmen Sunes sommar från 1993, där han spelas av Gabriel Odenhammar. 
I långfilmerna Sune i Grekland (2012), Sune på bilsemester (2013) och Sune i fjällen (2014) spelas Håkan Bråkan av Julius Jimenez Hugoson. I de senare filmerna Sune vs Sune (2018), Sune – Best Man (2019) och Sune – Uppdrag midsommar (2021) spelas han av Baxter Renman.
Håkan Bråkan har även huvudrollen i filmen Håkan Bråkan (2022) och Håkan Bråkan 2 (2024), där han spelas av Silas Strand.

## Datorspel
2003 utgav Pan Vision spelet Håkan Bråkan som bygger på julkalendern i SVT med samma namn.